# アティラ (小惑星)
アティラ (163693 Atira) は、リンカーン研究所のサーベイで発見された地球近傍小惑星。公転軌道が完全に地球の軌道より内側にあり、アティラ群に属することが最初に確認された小惑星である。このグループに属するものとしては他に 2004 JG6 などが存在する。アティラの発見前に、1998 DK36 がアティラ群に属する可能性のある天体として発見されたが、軌道が確定しておらず、アティラ群に属さない可能性もある。
北アメリカ中西部の先住民ポーニー族の女神に因んで名付けられた。
アティラの近日点は水星の軌道と金星の軌道の間にある。直径は約 2 km で、2004 JG6 より大きく、アテン群の中でも大きなものの一つである。